# Jacopo Sansovino
Jacopo d'Antonio Sansovino (Florència, 2 de juliol de 1486 - Venècia, 27 de novembre de 1570) va ser un pintor, arquitecte i escultor italià del Renaixement, conegut pels edificis que construí al voltant de la Plaça de Sant Marc de Venècia. Andrea Palladio, al Prefacio dels seus Quattro Libri opinava que la Biblioteca Marciana de Sansovina era el millor edifici fet des de l'antiguitat. De les Vite de Vasari és l'única que es va imprimir per separat.

## Biografia
Va nàixer a Florència, i s'educà artísticament amb Andrea Sansovino, en l'honor del qual es va canviar el seu Iacobo Tatti o Jacopo Tatti. En 1506 es traslladà a Roma on va poder observar l'obra de Rafael i Miquel Àngel. El seu quefer artístic va cridar l'atenció de Bramante i de Rafael, i va fer un model en cera d'una Deposició de Crist per a l'ús de Perugino.
Va tornar a Florència poc després (1511), ací va rebre els encàrrecs d'esculpir en marbre una figura de Sant Jaume per al Duomo i un Bacus, que avui es troba al Bargello. Les seues propostes d'escultures per a la façana de la Basílica de San Lorenzo van ser rebutjades per Miquel Àngel, que era qui estava al càrrec de les obres, a qui va escriure una amarga carta de protesta en 1518.
Entre els anys 1510 i 1517 va compartir el seu estudi amb el pintor Andrea del Sarto, compartint els models. Una tasca important dels arquitectes del segle xvi era el disseny d'arquitectures efímeres relacionades amb els festejos de la cort o de la ciutat, i Sansovino no en va ser una excepció. L'entrada triomfal papa Lleó X de 1515 a Florència va ser un punt àlgid d'aquest gènere.

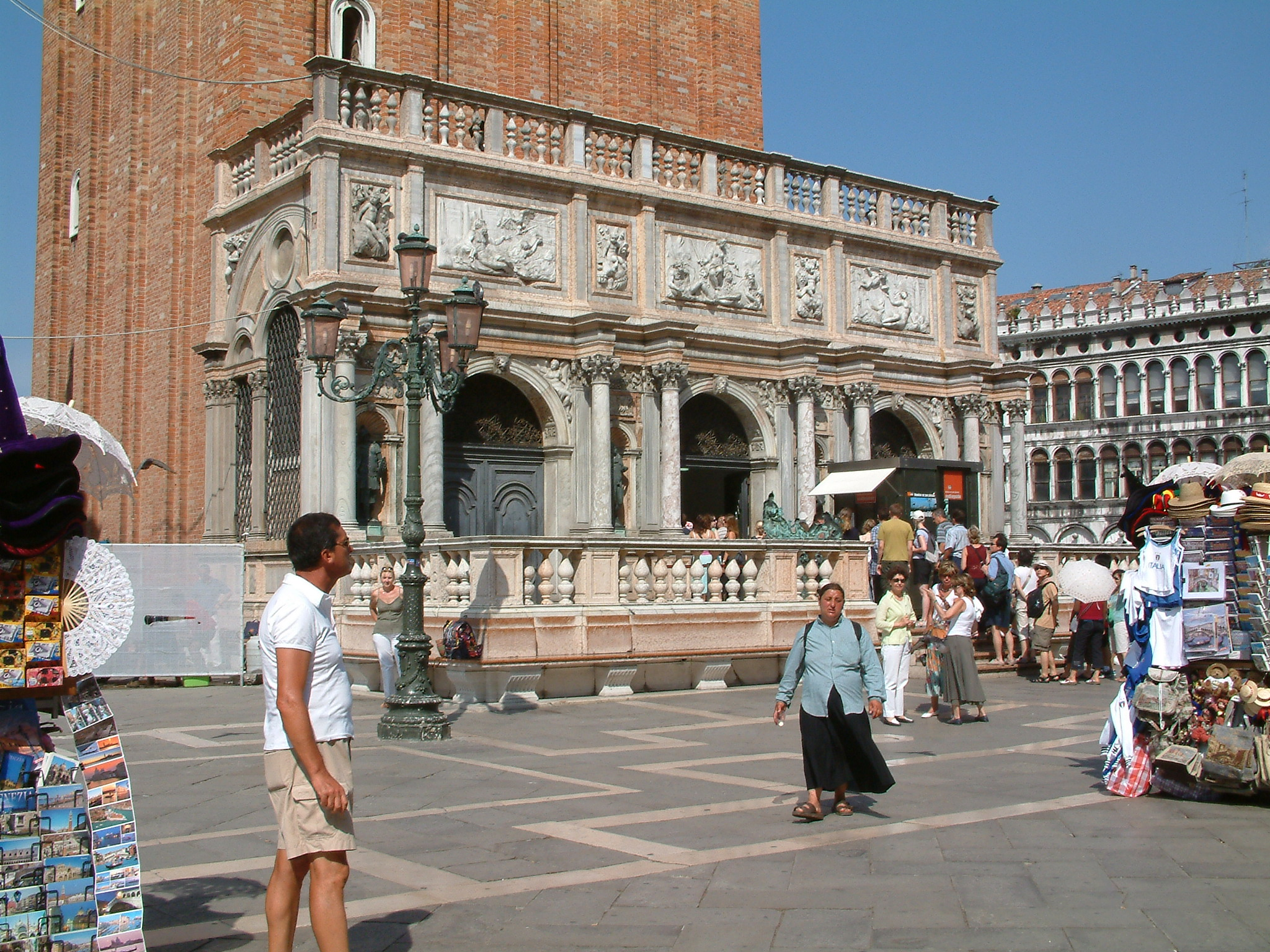
La loggetta del Campanar de Sant Marc, Venècia
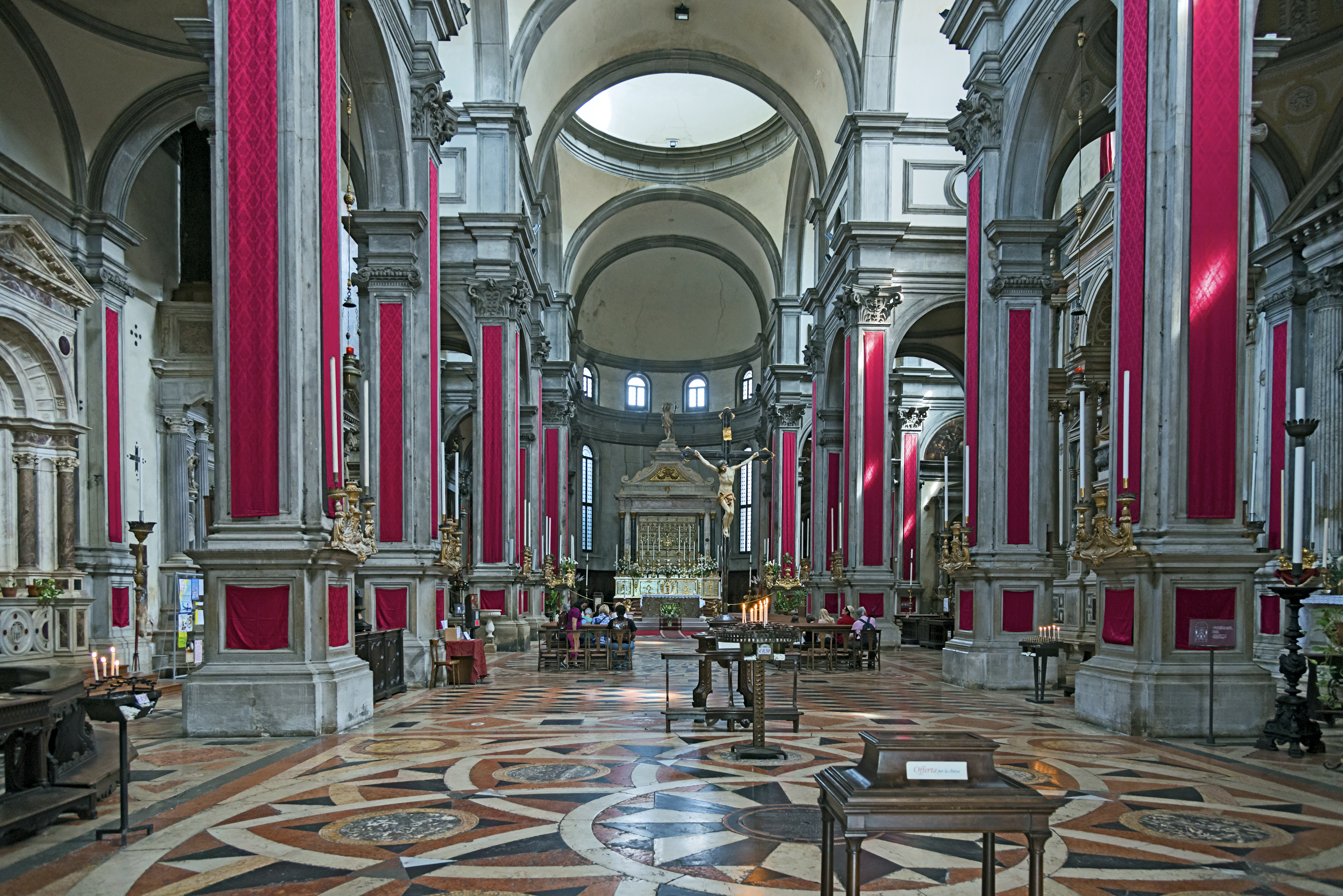
San Salvatore, Venècia
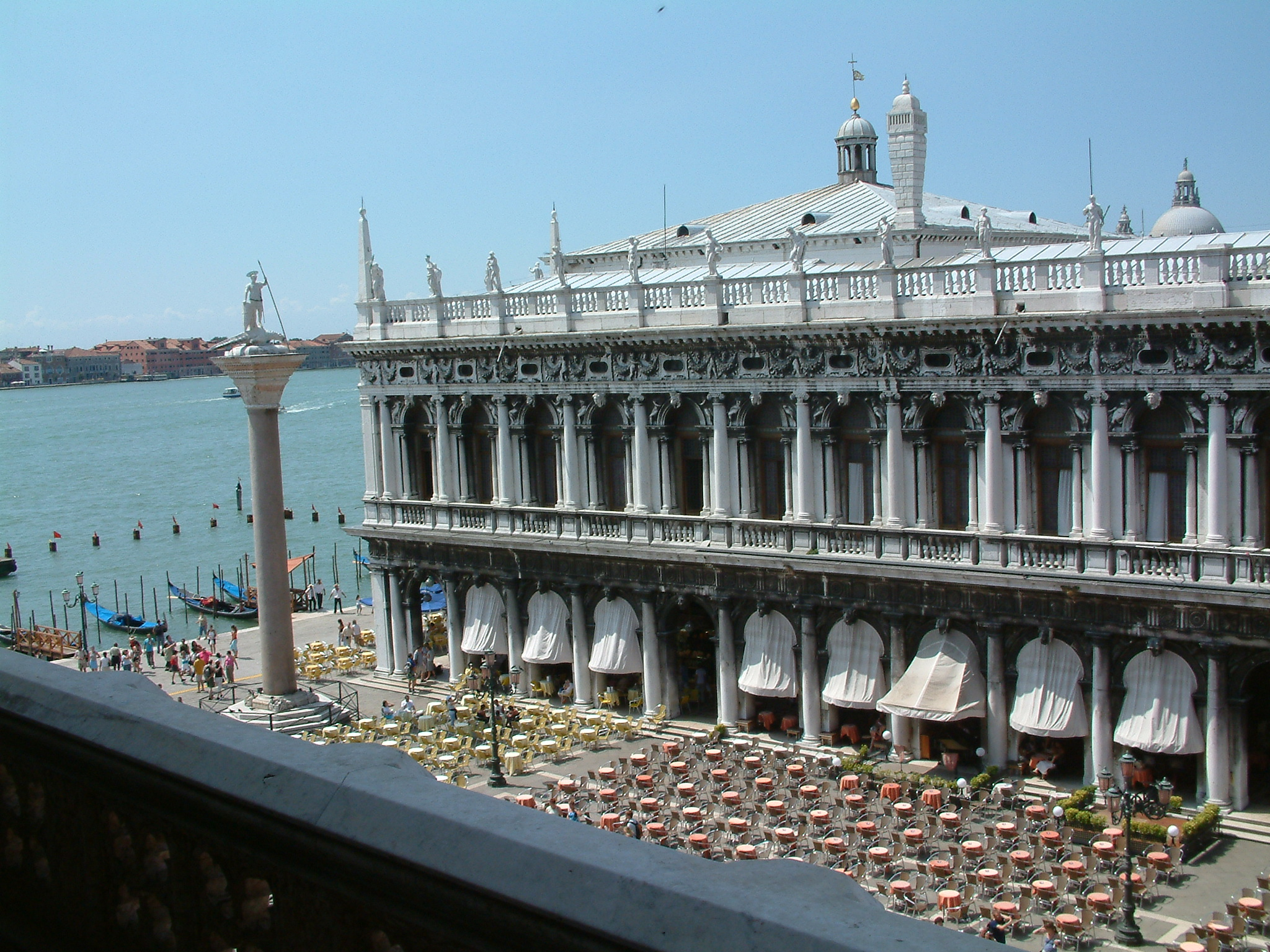
Biblioteca Marciana
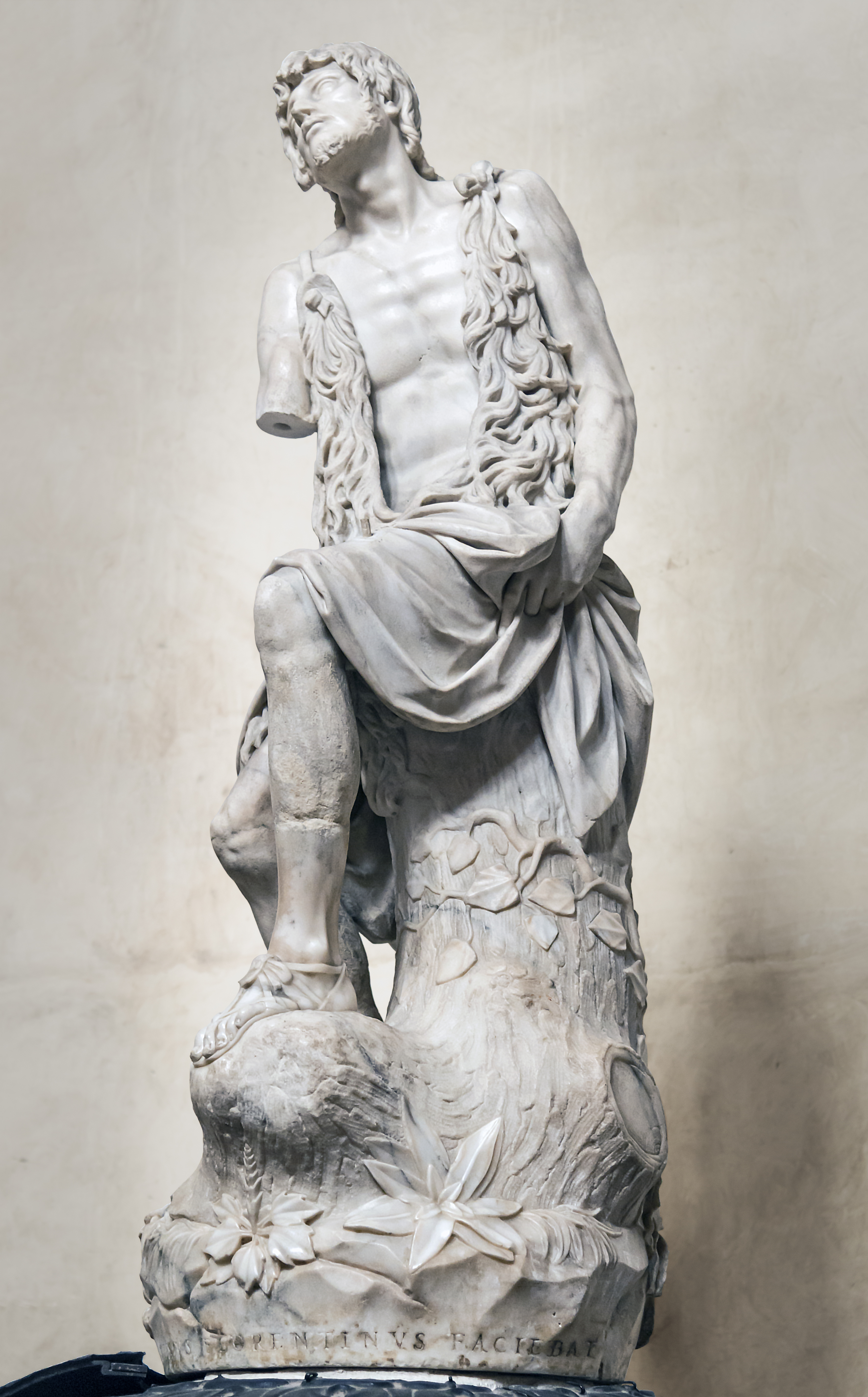
Sant Joan Baptista de Jacopo Sansovino
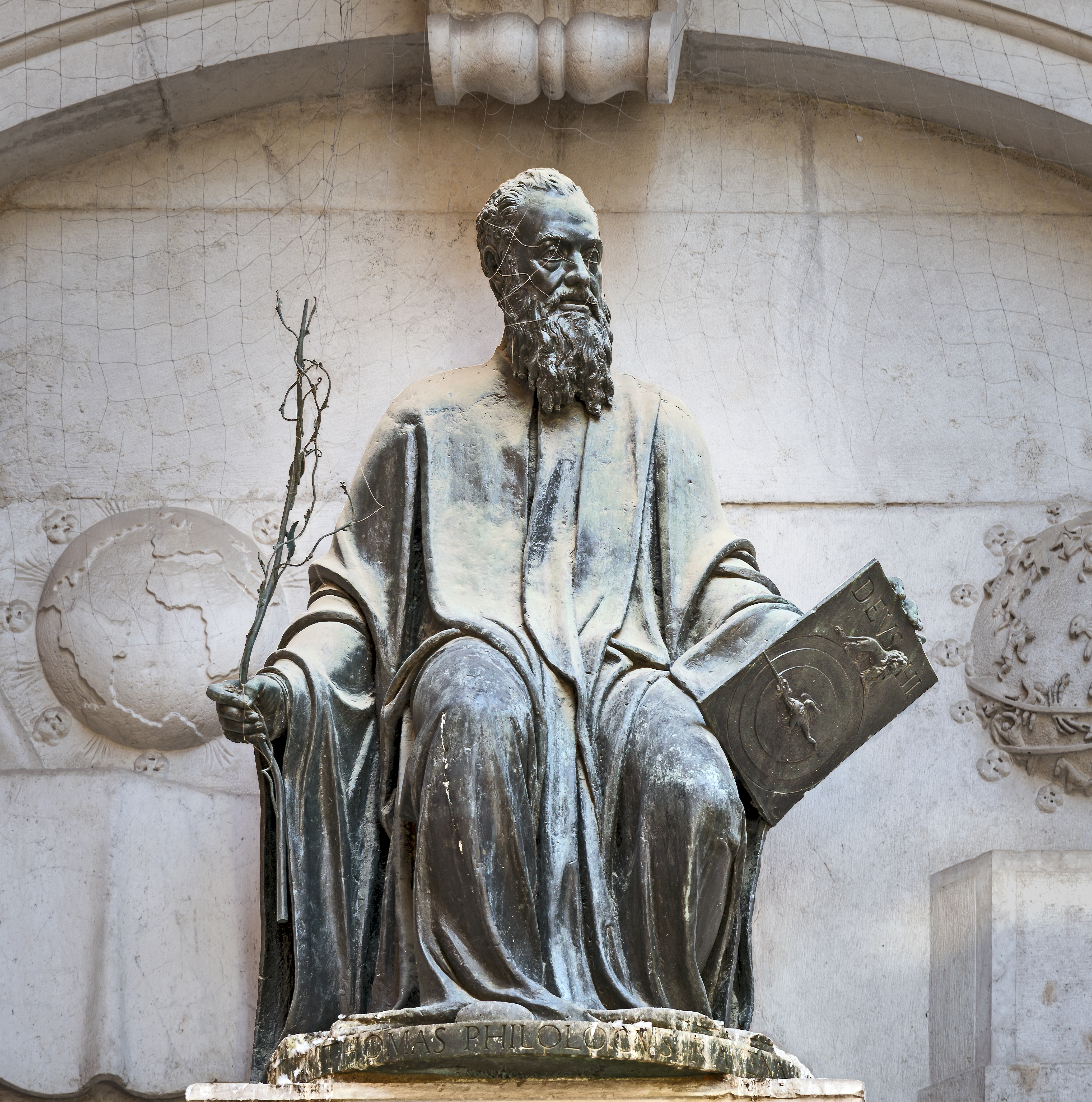
Thomas Rangone de Jacopo Sansovino

Més tard va tornar a Roma fins al Saqueig de la ciutat de 1527, després d'aquest fet va fugir a Venècia, on instal·là el seu taller.
En aquesta ciutat va transmetre els models arquitectònics romans, però incorporant tendències locals. Poc després de la seua arribada, en 1529 va ser nomenat primer arquitecte i superintendent de propietats (Protomaestro o Proto) dels Procuradors de Sant Marc, cosa que el feia un dels artistes més influents de tota Venècia. Aquest nomenament tenia un sou de (80 ducats fixos i un apartament prop del campanar de Sant Marc. Amb un any, el seu sou va ascendir als 180 ducats a l'any. Aquesta elevada posició li va permetre, no sense problemes, actuar en la configuració de la Loggetta i les seues escultures junt al Campanar, i diversos relleus i estàtues per a la Basílica de Sant Marc. Entre els seus treballs s'inclouen esglésies palaus i edificis institucionals com les esglésies de San Zulian, San Francesco della Vigna, San Martino, San Geminiano (destruïda), Santo Spirito in Isola, i l'església dels Incurabili. De palaus i edificis estan la Scuola Grande della Misericordia (projecte primitiu), Ca' de Dio, Palau Dolffin, Palau Corner, Palau Moro, i les Fabbriche Nuove de Rialto. També s'ha de mencionar l'església de San Salvatore.
Va mantindre el privilegi d'arquitecte de la ciutat fins a la seua mort, influint fortament en els camps arquitectònic i escultòric.
La seua obra mestra és la Biblioteca de Sant Marc, la Biblioteca Marciana, un dels edificis renaixentistes de venècia més ornamentats, situada enfront del Palau Ducal, a l'altre costat de la piazzeta. Va tardar a construir-se més de cinquanta anys i el seu cost va pujar a 30.000 ducats. A la Biblioteca aconseguí que el llenguatge del classicisme (tradicionalment associat amb l'austeritat i poca decoració) agradara als venecians, que preferien superfícies més elaborades.
Acabà els seus dies a Venècia, el seu sepulcre està al Baptisteri de la Basílica de Sant Marc. El seu seguidor més important, en el camp de l'escultura, va ser Alessandro Vittoria.